# Stridsbåt 90

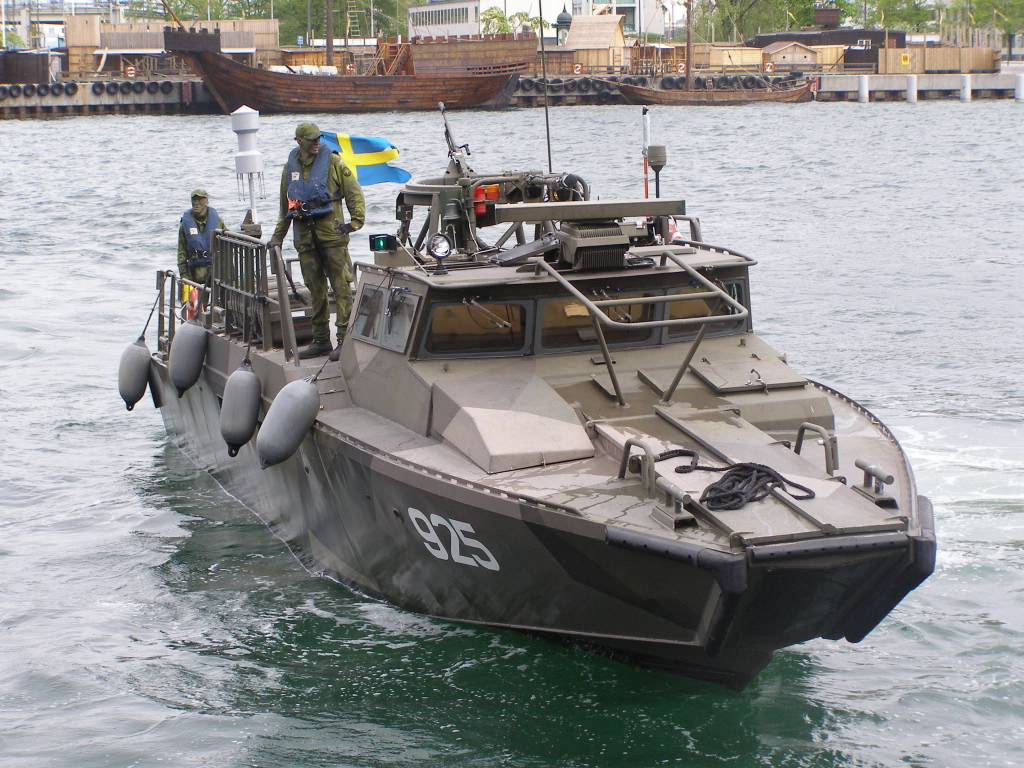

El Stridsbåt 90, más conocido como el CB90 (por Combat Boat 90), es una clase de embarcaciones ultrarápidas de asalto militar desarrollada originalmente para la Armada de Suecia por los astilleros Dockstavarvet. Además de las muchas variantes en servicio con la armada sueca bajo la denominación Strb 90 H, el CB 90 ha sido adoptado por las marinas de varios países, entre ellos Noruega (como S90N), Grecia, México (CB 90 HMN), Malasia y la Armada de los Estados Unidos (como el Riverine Command Boat). La Deutsche Marine tiene previsto equipar a los buques de reabastecimiento de la clase Berlín con el CB90.
El CB90 es un barco extremadamente rápido y ágil. Su peso ligero, de poco calado, y sus turbinas (waterjets) le permiten operar a velocidades de hasta 40 nudos (74 km/h) en aguas costeras poco profundas. Los jets de agua junto con el control bajo el agua permite al CB90 ejecutar curvas a velocidades extremadamente altas y una desaceleración desde la velocidad máxima a un paro total en 2.5 esloras.
En un video que fue luego ampliamente extendido por Internet, una embarcación alquilada por la Wasserschutzpolizei, el servicio marítimo de la policía alemana, para la 33 cumbre del G8 en Heiligendamm, Alemania, estuvo involucrado en una persecución a alta velocidad con tres botes inflables de Greenpeace que trataban de ingresar en la zona restringida cerca del hotel donde se realizaba la reunión.

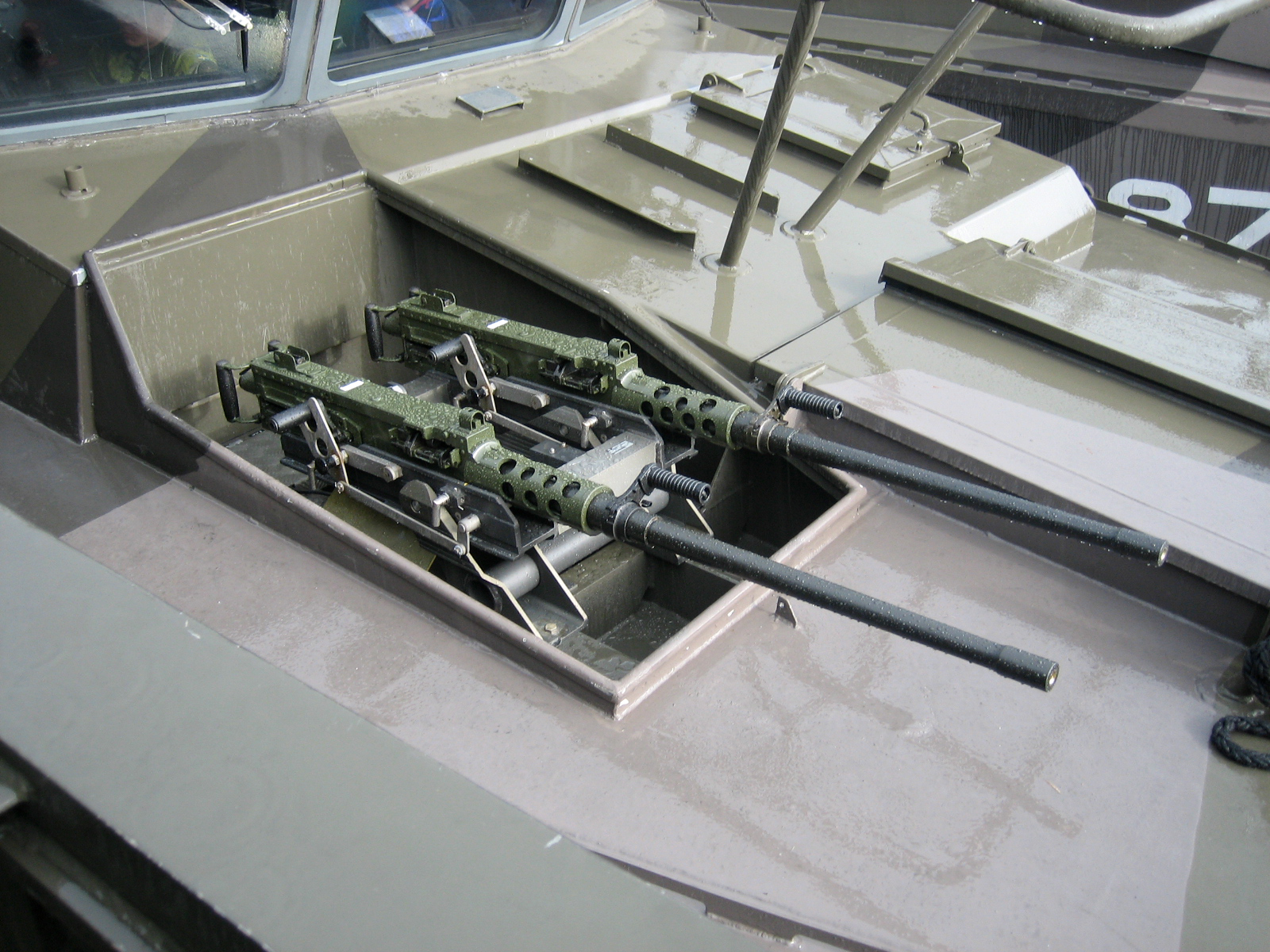
Dos Ametralladoras Browning M2 calibre .50 montadas delante de la posición del timonel.

## Proyecto Polaris
Las Polaris II son famosas por la velocidad que alcanzan de hasta 50 nudos (92.6 km/h) superior a las lanchas que usan los cárteles del narcotráfico en México.
Bajo el contrato de licencia con la empresa sueca, México tendría la oportunidad de exportar algunas de estas embarcaciones, los gobiernos de Panamá y Chile ya mostraron interés por adquirir ciertas lanchas. La apertura a mercados internacionales fue importante para la compañía, que desarrolla proyectos en Brasil y Nigeria.

## Usuarios
- Estados Unidos

- Armada de los Estados Unidos - 2

- Grecia

- Guardia Costera Helénica: 3

- Malasia

- Marina Real de Malasia - 5 unidades CB90, 12 unidades CB90HEX, mayormente en el este de Malasia, (Sabah y Sarawak)

- México

- Armada de México - 66 (17 construidas bajo licencia)

- Noruega

- Marina Real Noruega - 20 unidades

- Suecia

- Armada de Suecia - 200 unidades

- Perú

- Armada de Perú - 02 empezaran a construirse en Perú bajo licencia del fabricante.

(Un total de 24 unidades CB-90 HSM serán construidas bajo licencia en el SIMA-Perú)